# Fährverbindung Svendborg–Rudkøbing
Seit 1875 befuhr die Sydfyenske Dampskibsselskab (SFDS) verschiedene Routen zwischen dänischen Häfen, die teilweise deutsche Häfen zum Ziel hatten. Eine wichtige Verbindung war die Fährverbindung Svendborg–Rudkøbing.

## Geschichte
Das Dampfschiff Faaborg war ab 1885 zwischen den Inseln südlich von Fünen unterwegs und erreichte dabei Kiel. 1886 befuhr das Schiff die Route Svendborg–Nakskov–Lübeck.
Mitte der 1890er Jahre hatte SFDS das Monopol auf den Fährbetrieb zwischen den Inseln Fünen und Langeland. Die Schiffe, darunter die Thorseng, fuhren bereits ab 1885 zwischen den Häfen Rudkøbing und Svendborg. Die Rut befuhr zwischen 1894 und 1911 die gleiche Strecke, jedoch verlängert bis Marstal. Ab 1898 wurde mit der Tranekjær die Fährverbindung Rudkøbing–Lohals–Korsør befahren.
Zwischen Rudkøbing und Svendborg versuchte die Rudkøbing des Konkurrenzunternehmens Dampskibsselskabet Langeland durch die Bedienung der Strecken Rudkøbing–Kædeby–Rudkøbing–Svendborg und Lohals–Dageløkke–Rudkøbing–Svendborg das Monopol der SFDS zu brechen, was jedoch nicht gelang.
1911 wurden auf Langeland die Strecken der privaten Eisenbahngesellschaft Langelandsbanen eröffnet. Als Mitte der 1920er Jahre beschlossen wurde, eine große neue Fähre für die Verbindung Svendborg–Rudkøbing zu bauen, wurde eine Eisenbahnfähre bestellt. Der Grund waren die hohen Transportkosten für Güter von Langeland nach Fünen. Mit der Möglichkeit, die Güterwagen direkt an Bord der Fähre fahren können, wurde die teuere Umladung im Hafen von Rudkøbing vermieden.
Die Fährverbindung Svendborg–Rudkøbing wurde am 29. September 1962 zusammen mit den Bahnstrecken auf der Insel eingestellt, als die Langelandsbroen eröffnet wurde.

### Langeland
Die eingleisige Dampfeisenbahnfähre Langeland wurde bei der Helsingør Værft A/S bestellt und wurde mit der Baunummer 175 am 15. Mai 1926 abgeliefert. Am 22. Mai 1926 war die Langeland erstmals zum Einsatz. Die Fähre konnte 600 Passagiere sowie Autos und Reisebusse befördern. Die Höchstgeschwindigkeit von etwa zwölf Knoten bedeutete eine schnelle und effiziente Verbindung zwischen den Inseln. Mit der Fähre wurden in einem der besten Betriebsjahre 1800 Güterwagen mit Zuckerrüben übergesetzt.
1947 wurde das Schiff auf Ölfeuerung umgebaut.
Die Langeland wurde im August 1961 nach Italien verkauft und dort in Citta di Ischia umbenannt. Sie fuhr zwischen Neapel und Capri und gehörte bis 1973 der Reederei Nicola Monti in Neapel, danach bis 1988 der Reederei Libera Navigazione Lauro, Neapel sowie ab 1988 der Reederei Alilauro Aliscafi del Tirreno, Neapel.

### Lolland
Die Langeland wurde 1958 von der Motorfähre Lolland ersetzt, die auf dieser Fährverbindung bis zur Einstellung 1962 fuhr.
Die Lolland wurde bei der Svendborg Skibsværft A/S 1955 mit der Baunummer 70 erbaut. Sie fuhr vor ihrem Einsatz auf der Strecke Svendborg–Rudkøbing bereits auf den Linien  Spodsbjerg–Nakskov und Korsør–Nyborg und nach der Einstellung noch zwischen Korsør und Lohals sowie zwischen Ærøskøbing und Svendborg.
Vom 18. März 1956 bis 20. Juni 1956 und vom 16. März 1957 bis 13. April 1957 war das Schiff an De Danske Statsbaner verchartert. Diese setzten es auf der Fährverbindung Korsør–Nyborg ein.
1979 wurde die Lolland verkauft, in Green Bay Transport I umbenannt und in Kanada bis 1990 zwischen Burnside und St. Bredans eingesetzt. 1990 wurde das Schiff bei Marystown Shipyard Ltd., St. John’s, Kanada, aufgelegt und anschließend als Prahm verwendet.